# NBA G League Coach of the Year Award
De NBA G League Coach of the Year Award is een jaarlijkse basketbalprijs die wordt uitgereikt aan de beste coach van de NBA G League. De winnaar krijgt de Dennis Johnson Trophy genoemd naar Dennis Johnson. De eerste winnaar en meteen ook voor de eerste twee seizoenen was Bryan Gates van Idaho Stampede.

## Erelijst
| Seizoen | Coach               | Club                     |
| ------- | ------------------- | ------------------------ |
| 2006/07 | Bryan Gates         | Idaho Stampede           |
| 2007/08 | Bryan Gates         | Idaho Stampede           |
| 2008/09 | Quin Snyder         | Austin Toros             |
| 2009/10 | Chris Finch         | Rio Grande Valley Vipers |
| 2010/11 | Nick Nurse          | Iowa Energy              |
| 2011/12 | Eric Musselman      | Los Angeles D-Fenders    |
| 2012/13 | Alex Jensen         | Canton Charge            |
| 2013/14 | Conner Henry        | Fort Wayne Mad Ants      |
| 2014/15 | Scott Morrison      | Maine Red Claws          |
| 2015/16 | Dan Craig           | Sioux Falls Skyforce     |
| 2016/17 | Jerry Stackhouse    | Raptors 905              |
| 2017/18 | Mike Miller         | Westchester Knicks       |
| 2018/19 | Will Weaver         | Long Island Nets         |
| 2019/20 | Martin Schiller     | Salt Lake City Stars     |
| 2020/21 | Stan Heath          | Lakeland Magic           |
| 2021/22 | Mahmoud Abdelfattah | Rio Grande Valley Vipers |
| 2022/23 | Ronnie Burrell      | Long Island Nets         |
| 2023/24 | Lindsey Harding     | Stockton Kings           |
| 2024/25 | Scott King          | Austin Spurs             |

## Winnaars per club
| Aantal | Coach                     | Jaren      |
| ------ | ------------------------- | ---------- |
| 2      | Idaho Stampede            | 2007, 2008 |
| 2      | Rio Grande Valley Vipers  | 2010, 2022 |
| 2      | Long Island Nets          | 2019, 2023 |
| 2      | Austin Toros/Austin Spurs | 2009, 2025 |
| 1      | Iowa Energy               | 2011       |
| 1      | Los Angeles D-Fenders     | 2012       |
| 1      | Canton Charge             | 2013       |
| 1      | Fort Wayne Mad Ants       | 2014       |
| 1      | Maine Red Claws           | 2015       |
| 1      | Sioux Falls Skyforce      | 2016       |
| 1      | Raptors 905               | 2017       |
| 1      | Westchester Knicks        | 2018       |
| 1      | Salt Lake City Stars      | 2020       |
| 1      | Lakeland Magic            | 2021       |
| 1      | Stockton Kings            | 2024       |